# Leucania perstrigata
Leucania perstrigata är en fjärilsart som beskrevs av Dyar 1910. Leucania perstrigata ingår i släktet Leucania och familjen nattflyn. Inga underarter finns listade i Catalogue of Life.